# Ritratto lucano
Il Ritratto lucano, conosciuto anche come Ritratto di Acerenza, è un dipinto a tempera grassa su pannello (43,9x59,6 cm), di datazione incerta e di altrettanto incerta attribuzione a Leonardo da Vinci.
Fu scoperto nel novembre 2008 a Salerno da Nicola Barbatelli. L'opera è conservata presso il Museo delle antiche genti di Lucania a Vaglio Basilicata.

## Descrizione e stile
Il dipinto raffigura il volto e il busto di un uomo, di circa 45 anni, ritratto di tre quarti. L'uomo viene rappresentato con una barba fluente e indossa un cappello nero. 
Lo sfondo dell'opera è indefinito; i capelli e la barba vengono resi soffici e dinamici grazie a pennellate decise e sottili. La parte sinistra del volto è interessata da fratture e cadute di colore. Il disegno di preparazione è assente e non sono presenti correzioni, se non una piccola modifica sul bordo del cappello.
L'opera è stata dipinta su una tavola rettangolare in legno di pioppo caratterizzata da pannelli di legno verticali con il supporto di lesene poste in orizzontale; per facilitare la stesura dei pigmenti, il pannello è stato ricoperto di gesso ed è stato sottoposto ad un'imprimitura a biacca.
Sul retro del ritratto, è tracciata la scritta in latino "PINXIT MEA". L'iscrizione è stata eseguita al contrario e in maiuscolo ed è stato utilizzato un pigmento nero a base di ferro gallico.

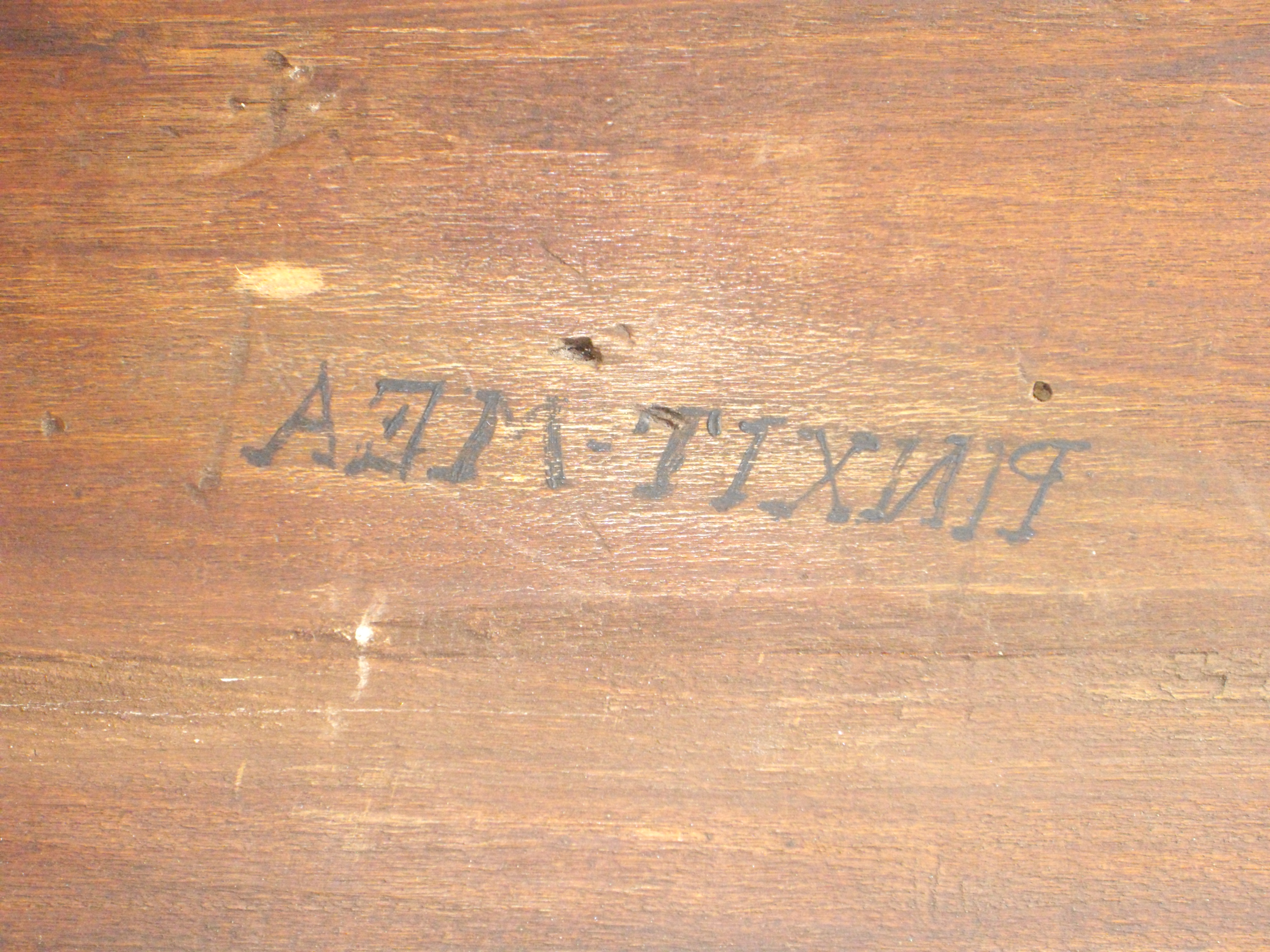
Scritta in latino "PINXIT MEA" riportata sul retro della tavola

Le due parti del viso appaiono come se fossero state realizzate da due diversi punti di vista. Questo genera delle leggere deformazioni della bocca, del naso e della fronte che vengono attenuate dallo sguardo intenso dell'uomo.
La piuma sul cappello dell'uomo è un'aggiunta successiva in quanto per realizzarla è stato utilizzato un pigmento a base di titanio, non presente in nessun'altra parte del dipinto.

## Attribuzione

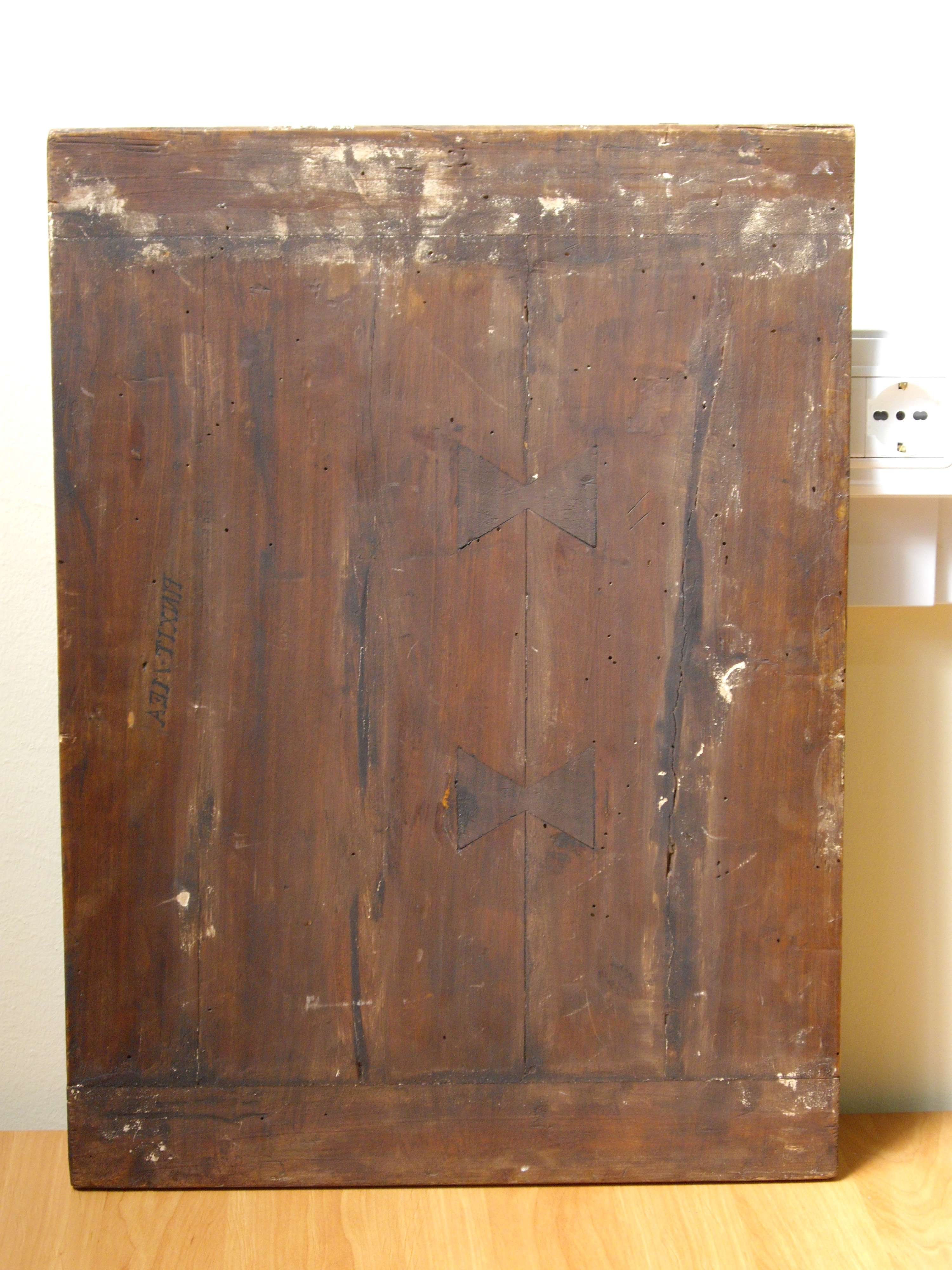
Parte posteriore del pannello

L'opera venne trovata in una credenza da Nicola Barbatelli mentre stava studiando la collezione di dipinti di una famiglia di Acerenza. Inizialmente si pensava fosse un ritratto di Galileo Galilei, ma successivamente fu riconosciuta l'effige di Leonardo, sulla base di un confronto con il famoso Autoritratto di Torino e, soprattutto, di un'opera con cappello agli Uffizi, già creduta una autoritratto, ma successivamente rivelatasi più tarda.  In collaborazione con l'Università di Chieti si è voluto evidenziare un'analisi comparativa delle proporzioni del viso e dei tratti somatici, ritenuti compatibili con altre opere quali il ritratto di Leonardo attribuito all'allievo Francesco Melzi e visibili comunque a occhio nudo, confrontando le opere suddette.
Una prima analisi è stata fatta per rilevare l'età radiocarbonica del supporto ed il risultato è che la tavola è da attribuire a un periodo che va dal 1474 al 1517. Ciò tuttavia non prova che anche la pittura sia antica per via del frequente riuso, anche da parte di falsari, di tavole lignee antiche. 
La grafia della scritta dietro la tavola è un maiuscoletto con grazie scritto in maniera speculare, che secondo alcuni sarebbe compatibile con la grafia leonardesca.
Inoltre sarebbe stata trovata un'impronta digitale, pubblicata come compatibile con quella trovata nel dipinto la Dama con l'ermellino.
Tuttavia la non alta qualità pittorica e la somiglianza col cosiddetto "Autoritratto" di Leonardo nelle collezioni degli Uffizi (un'opera non anteriore al XVII secolo, di cui si è detto che il Ritratto lucano sarebbe il prototipo perduto), rendono l'attribuzione leonardiana senza seguito tra gli specialisti di Leonardo, sebbene questa ipotesi abbia goduto di un notevole tam-tam mediatico. 

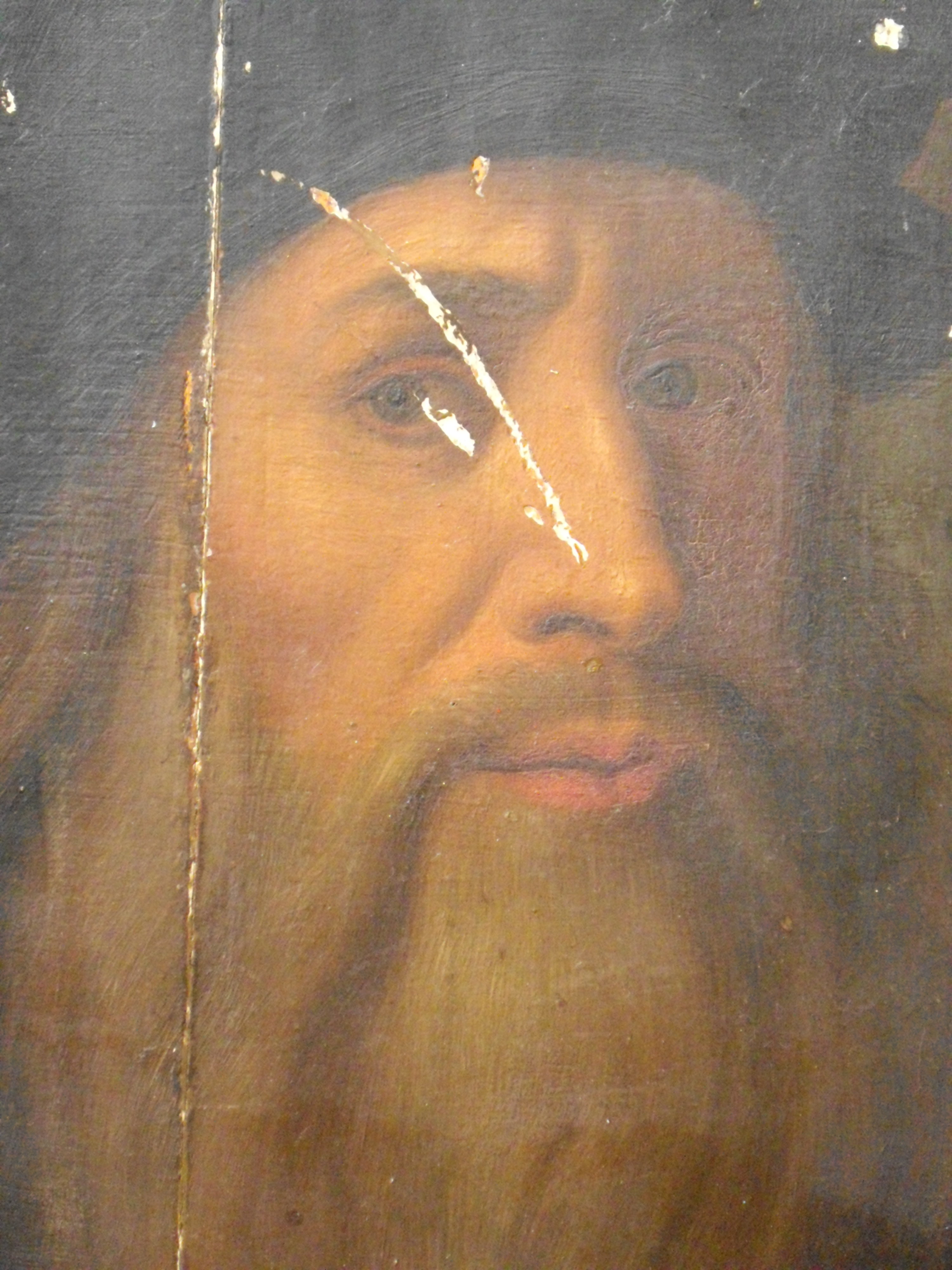
Dettaglio del volto (prima del restauro)

Alessandro Vezzosi, direttore del Museo ideale Leonardo da Vinci, sostiene che il dipinto sia antico, e che possa essere riferito a Cristofano dell'Altissimo, autore della Serie Gioviana degli Uffizi.
Inoltre, nel 2018, l'Università di Malta ha rifiutato di esporre la tavola perché i propri esperti dichiararono la non autenticità del dipinto, dando origine ad una disputa legale tra la stessa Università e gli organizzatori di una mostra che aveva come opera principale proprio il Ritratto Lucano.

## Restauri
A causa di graffi, cadute e segni del tempo, il dipinto ha subito qualche lavoro di restauro. Una preparazione a base di calcio e bario è stata impiegata per recuperare le zone deteriorate, mentre per consolidare il pannello è stato usato uno stucco a base di calcio.